# Густина гірської породи
Густина гірської породи (рос. плотность горной породы, англ. rock density, density of rock; нім. Gesteinsdichte f) — визначається відношенням маси гірської породи до її об'єму (маса одиниці об'єму породи з усіма газами і рідиною, що містяться в її порах).

## Загальний опис
Густина гірських порід (Г.г.п.) знаходиться в межах 1000 (туфи) — 4700 кг/м3.
Густина гірської породи залежить від їх мінерального складу, структурно-текстурних особливостей, пористості, виду речовини, що заповнює пори і пустоти (газ, нафта, вода), а також від умов утворення і залягання г.п. Розрізнюють мінералогічну Г.г.п. (відношення маси висушених і подрібнених до зникнення пор твердих частинок породи до їх об'єму), густину абсолютно сухої породи і густину породи, заповненої флюїдами (відношення маси твердої, рідкої і газоподібної фаз гірської породи до об'єму, що займається цими фазами).
Вимірювання Г.г.п. на зразках ведеться головним чином гідростатичним способом, рідше гамма-гамма методами. Найчастіше зустрічається Г.г.п. 1200-4700 кг/м³. Більш високі значення (до 5000 кг/м3) характерні для магматичних порід, оскільки їх пористість мала. Густина осадових гірських порід становить 1200-3000 кг/м3 (найчастіше 1700—2700 кг/м3) і значною мірою визначається їх пористістю, вологістю, фаціально-літологіч. і тектоніч. чинниками. Найстійкіші значення характерні для хемогенних осадових гірських порід — гіпсу (2300 кг/м3), ангідриту (2900 кг/м3), кам. солі (2100—2200 кг/м3), пористість яких рідко перевищує 2-3 %.

## Ступінь густини корисної копалини (гірської породи)
Відношення середньої густини власне корисної копалини (або гірської породи) до її густини з урахуванням об'єму пор. Величина, обернена до ступеня густини, є ступенем пористості. Син. — міра густини корисної копалини.